# Hakuba
Hakuba (白馬村; -mura) este un sat din districtul Kitaazumi, care face parte din prefectura japoneză Nagano.

## Clima
| Date climatice pentru Hakuba Village | Date climatice pentru Hakuba Village | Date climatice pentru Hakuba Village | Date climatice pentru Hakuba Village | Date climatice pentru Hakuba Village | Date climatice pentru Hakuba Village | Date climatice pentru Hakuba Village | Date climatice pentru Hakuba Village | Date climatice pentru Hakuba Village | Date climatice pentru Hakuba Village | Date climatice pentru Hakuba Village | Date climatice pentru Hakuba Village | Date climatice pentru Hakuba Village | Date climatice pentru Hakuba Village |
| Luna                                 | Ian                                  | Feb                                  | Mar                                  | Apr                                  | Mai                                  | Iun                                  | Iul                                  | Aug                                  | Sep                                  | Oct                                  | Nov                                  | Dec                                  | Anual                                |
| ------------------------------------ | ------------------------------------ | ------------------------------------ | ------------------------------------ | ------------------------------------ | ------------------------------------ | ------------------------------------ | ------------------------------------ | ------------------------------------ | ------------------------------------ | ------------------------------------ | ------------------------------------ | ------------------------------------ | ------------------------------------ |
| Maxima medie °C (°F)                 | 1.4 (34,5)                           | 2.2 (36)                             | 6.3 (43,3)                           | 14.5 (58,1)                          | 20.3 (68,5)                          | 23.4 (74,1)                          | 26.7 (80,1)                          | 28.6 (83,5)                          | 23.4 (74,1)                          | 17.5 (63,5)                          | 11.2 (52,2)                          | 4.8 (40,6)                           | 15,0 (59)                            |
| Minima medie °C (°F)                 | −7.5 (18,5)                          | −7.5 (18,5)                          | −4 (25)                              | 1.7 (35,1)                           | 7.5 (45,5)                           | 12.9 (55,2)                          | 17.3 (63,1)                          | 18.4 (65,1)                          | 14.2 (57,6)                          | 6.8 (44,2)                           | 0.6 (33,1)                           | −4.3 (24,3)                          | 4,7 (40,5)                           |
| Precipitații mm (inches)             | 144.9 (5.705)                        | 134.9 (5.311)                        | 143.5 (5.65)                         | 118.3 (4.657)                        | 144.6 (5.693)                        | 214.9 (8.461)                        | 289.4 (11.394)                       | 170.0 (6.693)                        | 184.3 (7.256)                        | 121.5 (4.783)                        | 109.8 (4.323)                        | 128.7 (5.067)                        | 1.904,7 (74,988)                     |
| Zăpadă cm (inches)                   | 220 (86.6)                           | 180 (70.9)                           | 111 (43.7)                           | 8 (3.1)                              | 0 (0)                                | 0 (0)                                | 0 (0)                                | 0 (0)                                | 0 (0)                                | 1 (0.4)                              | 21 (8.3)                             | 132 (52)                             | 668 (263)                            |
| Ore însorite                         | 79.7                                 | 102.1                                | 142.0                                | 178.1                                | 178.4                                | 137.7                                | 138.0                                | 165.1                                | 113.7                                | 127.0                                | 110.8                                | 84.6                                 | 1.554,9                              |
| Sursă: 気象庁                        |                                      |                                      |                                      |                                      |                                      |                                      |                                      |                                      |                                      |                                      |                                      |                                      |                                      |